# Asia Continental Airlines
Asia Continental Airlines fue una aerolínea chárter con base en Almaty, Kazajistán. Fue fundada en 1999. El 18 de octubre de 2010 su Certificado de Operador Aéreo fue revocado.

## Flota
La flota de Asia Continental Airlines consiste de las siguientes aeronaves (a 19 de septiembre de 2008):
- 4 Ilyushin Il-76
- 2 Yakovlev Yak-40